# Temple d'Apol·lo (Rodes)
El Temple d'Apol·lo fou un antic temple grec dedicat a Apol·lo Piti a la ciutat de Rodes, a l'illa del mateix nom, a Grècia. Les ruïnes se'n troben a la zona arqueològica de l'acròpoli de la ciutat, al costat occidental de l'actual ciutat de Rodes.

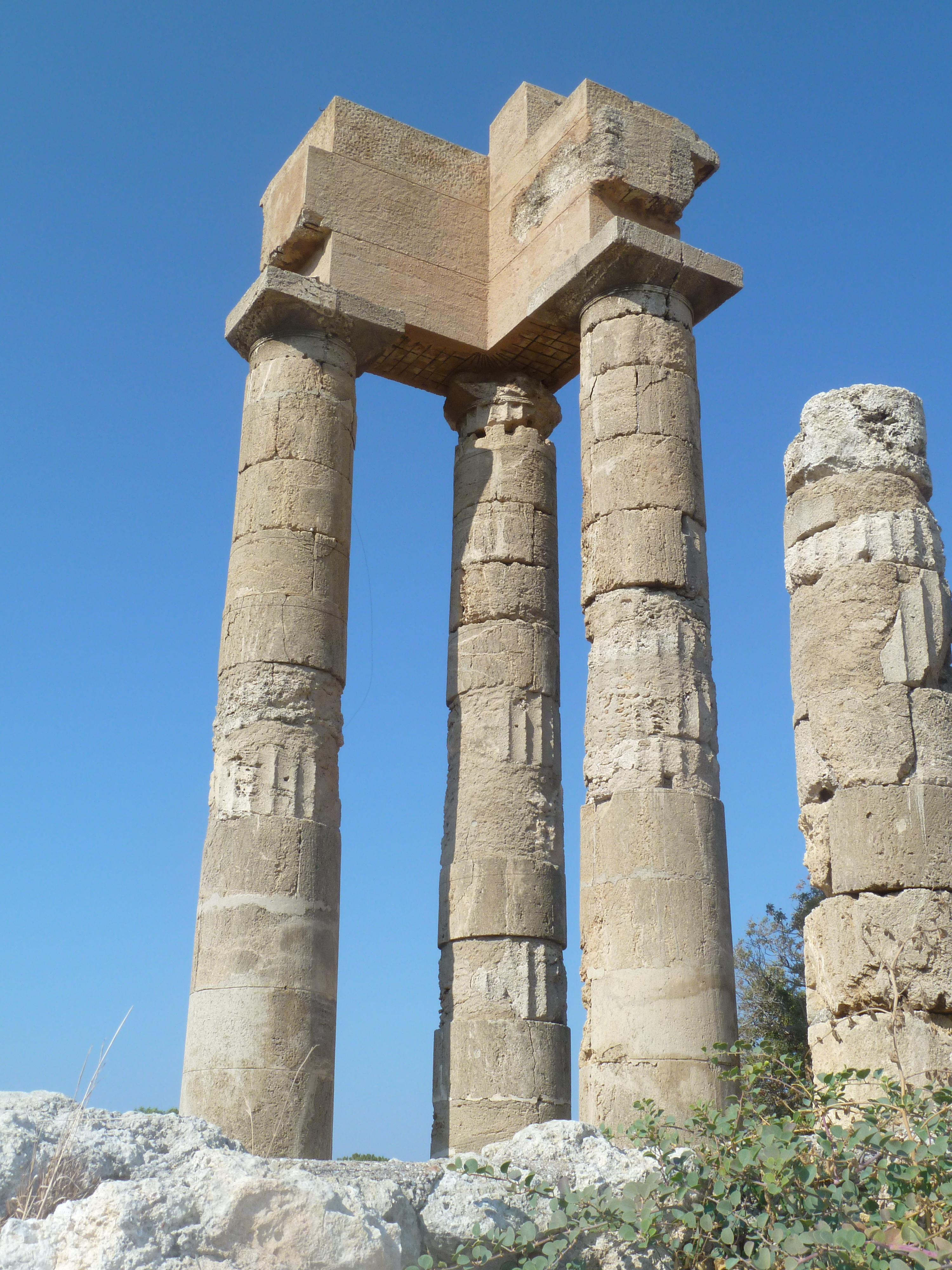
Columnes restaurades del temple

Es va construir en el període hel·lenístic, cap a l'any 100 abans de la nostra era. Estava situat a la part alta de l'acròpoli o ciutat alta, sobre un pujol. Es tractava d'un temple perípter, és a dir, envoltat de columnes, i era d'estil dòric.
El temple fou excavat i restaurat per arqueòlegs italians durant l'ocupació italiana del Dodecanés entre 1912 i 1945, i hui conté tres columnes, part de l'arquitrau i una quarta columna. Al costat est del temple es troba el seu gran mur de contenció, des del qual uns grans graons duen al temple.